# MuseumsQuartier

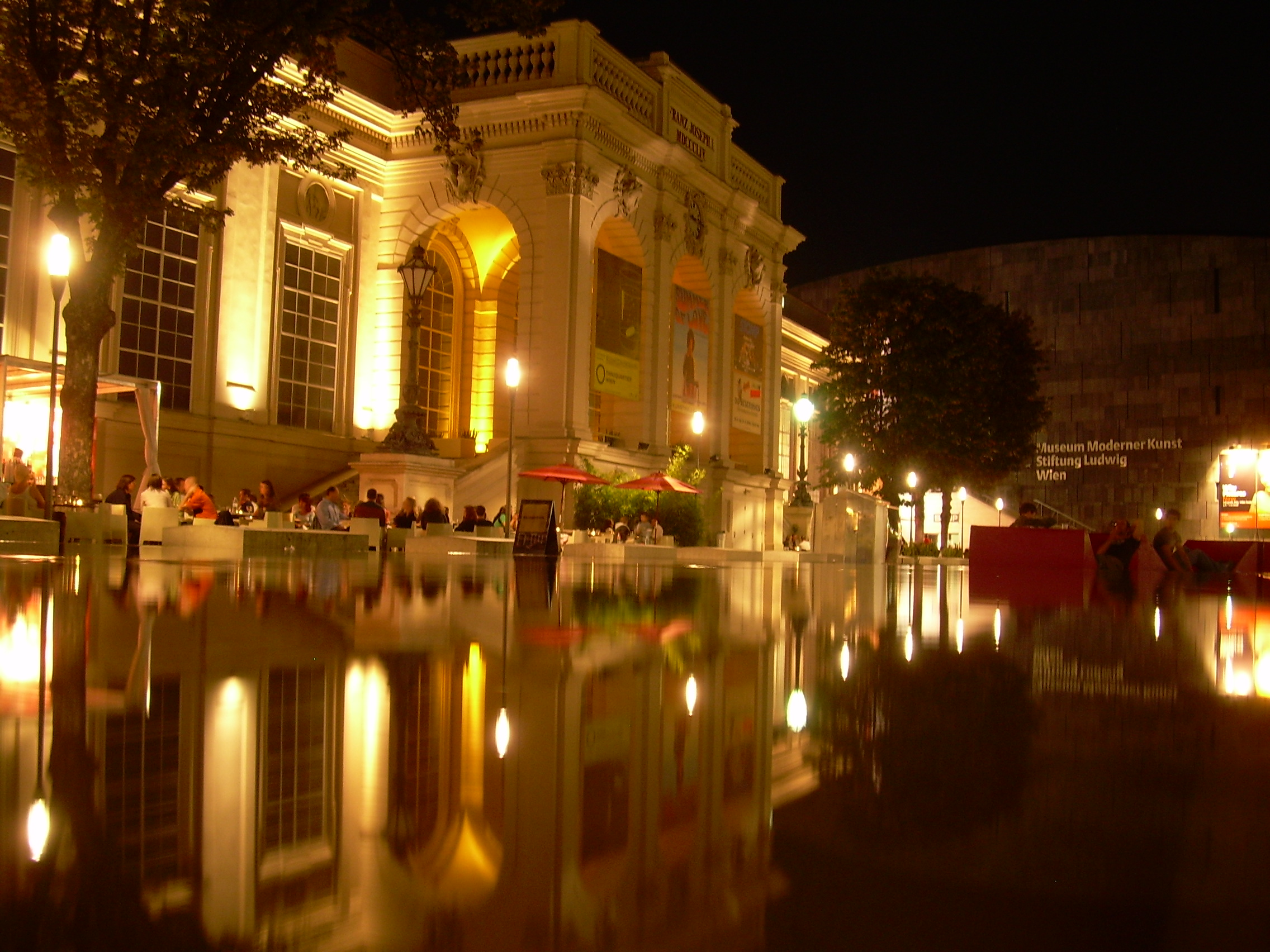
Nocne życie w MuseumsQuartier, widok na Kunsthalle Wien i MUMOK

MuseumsQuartier (MQ) w tłumaczeniu na język polski to Dzielnica Muzealna lub Dzielnica Muzeów. Jest to kompleks architektoniczny usytuowany blisko centrum Wiednia (w dzielnicy Neubau) w Austrii. Całość zajmuje powierzchnię 60 tys. m² co czyni ten kompleks jednym z największych tego typu na świecie.
Jest miejscem wystaw, koncertów, spektakli tanecznych, wieczorów autorskich oraz spotkań młodych ludzi z całego świata. Rocznie odwiedza go ponad 3 mln turystów a ich liczba stale wzrasta.

## Architektura kompleksu

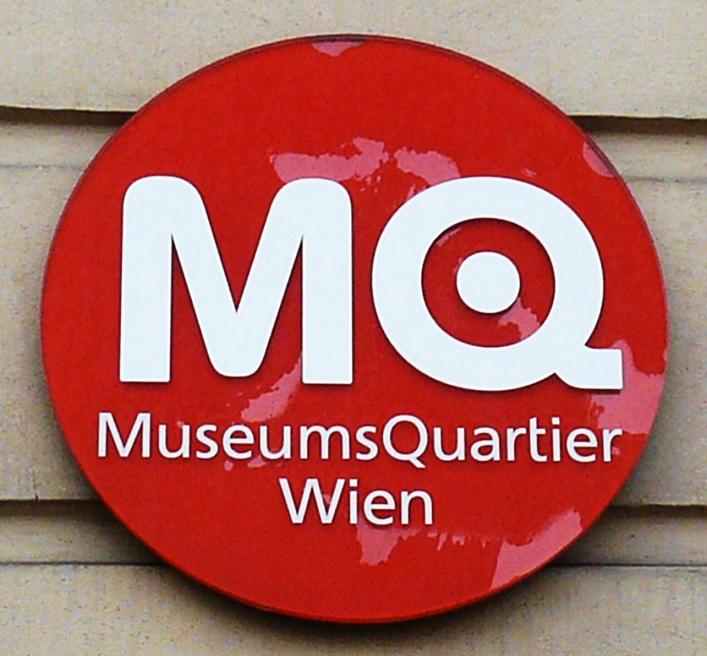
Logo MQ na jednym z budynków

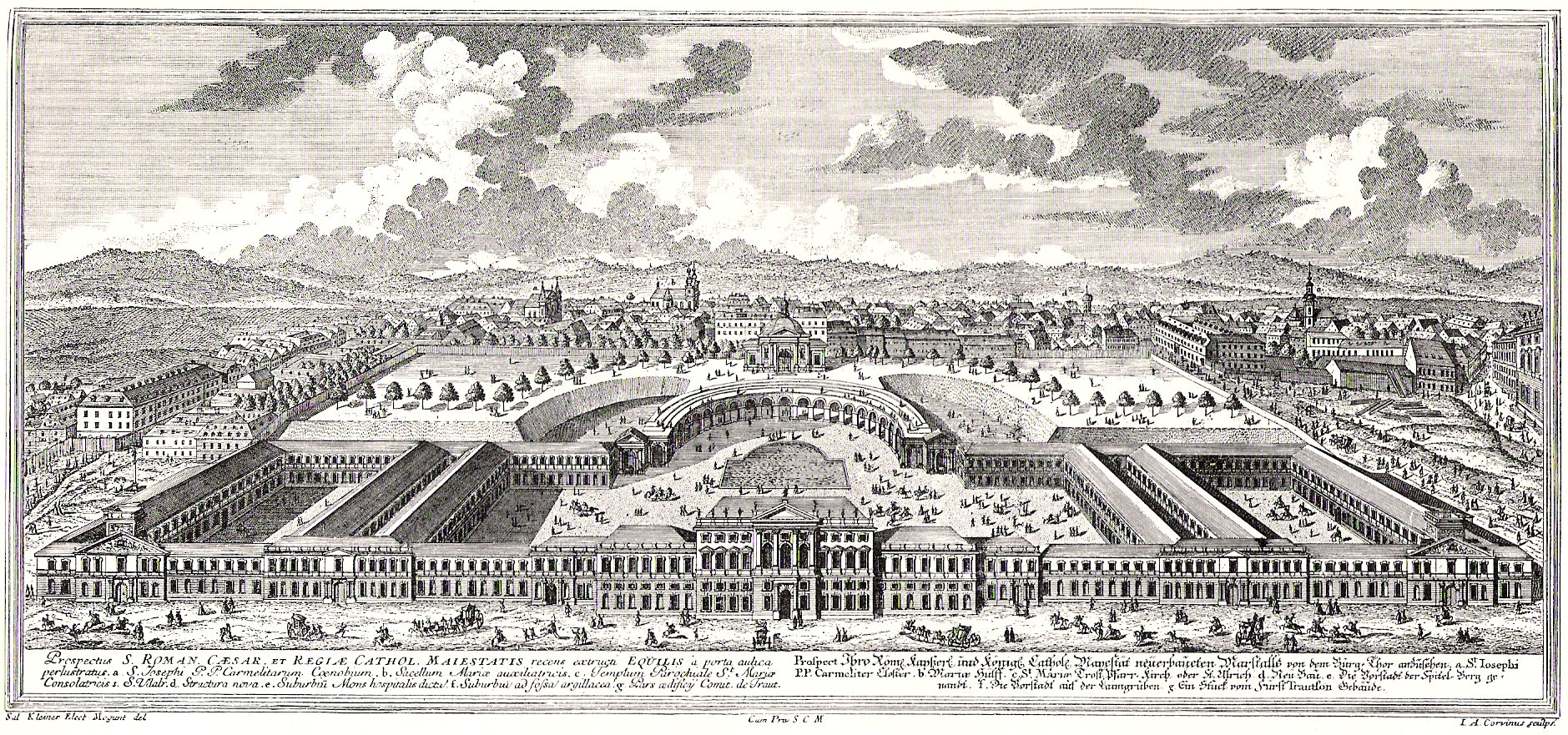
Stajnie cesarskie ok. 1720 r.

Przestrzeń tworząca Dzielnicę Muzeów to połączenie stylu postmodernistycznego, czego przykładem są fasady Muzeum Sztuki Współczesnej i Leopold Museum oraz architektury barokowej w jakiej wybudowane zostały stajnie cesarskie (obecnie mieści się w nich m.in. Kunsthalle Wien). Budynki barokowe zostały wzniesione w latach 1713–1725 na polecenie Cesarza Karol VI Habsburga przez Johanna Bernharda Fischera von Erlach (zaprojektował również Pałac Schönbrunn i Karlskirche) oraz jego syna Josepha Emanuela Fischera von Erlach.
Koncepcja rewitalizacji byłych cesarskich stajni i zaadaptowania ich jako instytucji kulturalnej pojawiła się już w 1980 r.. Jednak konkurs na projekt koncepcyjny MQ został rozpisany dopiero w 1988 r. Zgłoszonych zostało 88 projektów, w tym 12 z zagranicy. Do drugiej fazy konkursu jury wybrało 7 prac, w tym m.in. Hansa Holleina – laureata prestiżowej nagrody Pritzkera. Zwycięzcami drugiego etapu, rozstrzygniętego 26 kwietnia 1990 r., zostali architekci Laurids i Manfred Ortner (biuro architektów Ortner & Ortner). Warta 150 mln euro renowacja rozpoczęła się w kwietniu 1998 r. i trwała do 2001 r..

## Instytucje tworzące MuseumsQuartier

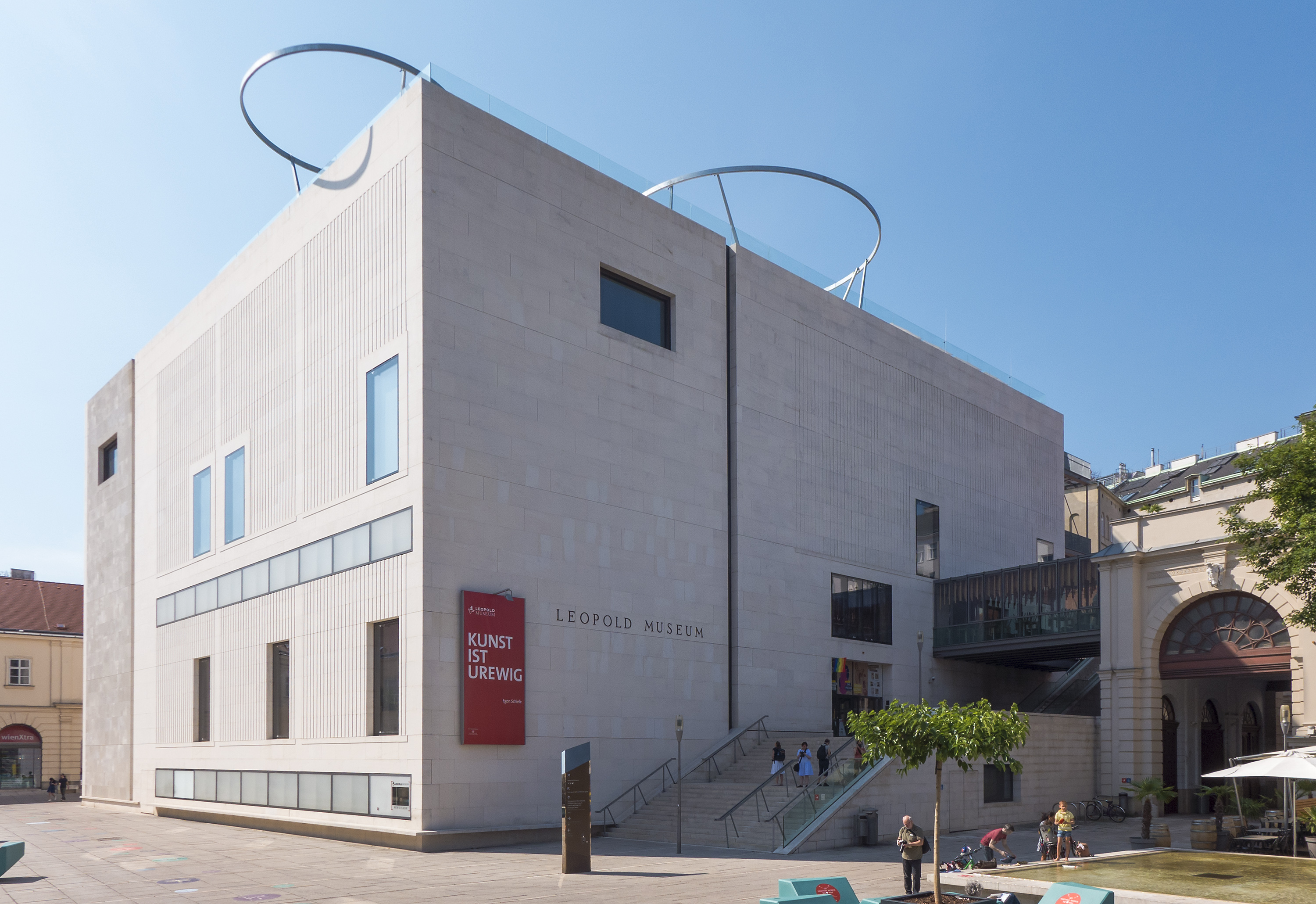
Leopold Museum

Cały kompleks składa się z muzeów, galerii, restauracji, kawiarni i sklepów. Całość łączy motyw sztuki. Galerie posiadają obszerne kolekcje dzieł, księgarnie na terenie MQ w swojej ofercie prezentują przede wszystkim książki o sztuce, zaś w barach i kawiarniach można posłuchać recytacji wierszy lub muzyki współczesnej tworzonej przez didżejów.

### Leopold Museum
Muzeum sztuki Leopold Museum, posiada największą kolekcję modernistycznej sztuki austriackiej. W jego zbiorach, zawierających ok. 5 tysięcy prac, znajdują się obrazy takich artystów jak Egon Schiele (największa kolekcja na Świecie), Gustav Klimt, Oskar Kokoschka czy Richard Gerstl.

### mumok

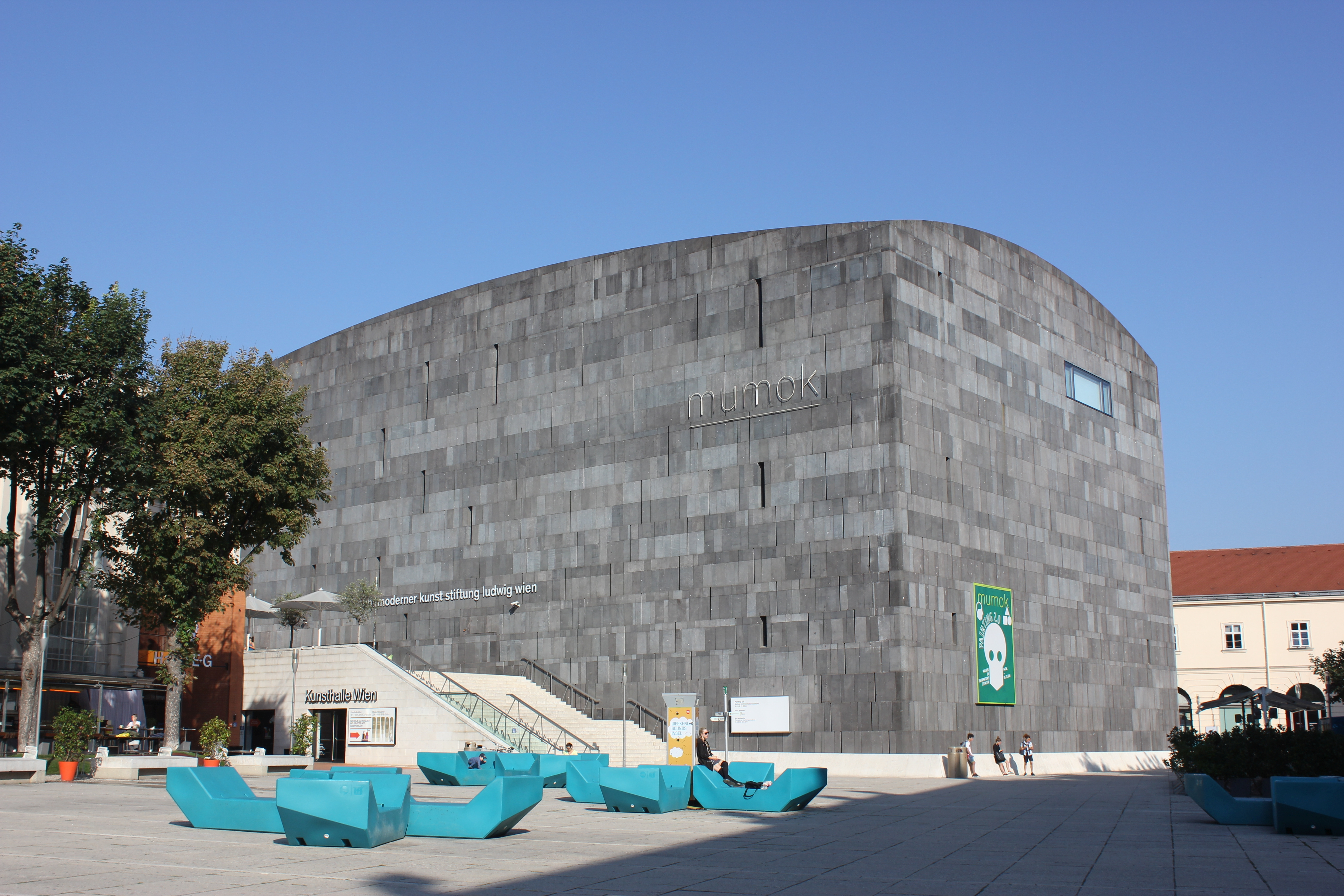
mumok

Muzeum Sztuki Współczesnej w Wiedniu (niem. Museum Moderner Kunst Stiftung Ludwig Wien – tzw. mumok) posiada ponad 7 tysięcy dzieł sztuki modernistycznej i współczesnej oraz Pop-art, Fluxus i Nowego realizmu. Wystawiane są tam m.in. prace Andy'ego Warhola, Pabla Picasso, Josepha Beuysa, Jaspera Johnsa i Roya Lichtensteina.

### Pozostałe
- Kunsthalle Wien – dysponuje przestrzenią, na której wystawiana jest przede wszystkim sztuka współczesna oraz performance.
- Tanzquartier – centrum tańca współczesnego i performance, dysponuje salami widowiskowymi oraz biblioteką, kolekcją multimediów, czasopism poświęconych tańcowi współczesnemu oraz dostępem do internetu.
- Centrum Architektury (niem. Architekturzentrum) prezentuje historyczną i współczesną architekturę w Austrii.
- Muzeum dla dzieci ZOOM (niem. ZOOM Kindermuseum) jest nowoczesna formą muzeum, w której dzieci mogą zobaczyć eksponaty z bliska, dotknąć ich, a także brać udział w warsztatach oraz samemu tworzyć (np. kreskówki).

Poza tym w kompleksie znajdują się jeszcze sale widowiskowe, studia nagrań, z których korzysta młodzież, miejsca debat, odczytów i luźnej wymiany poglądów (np. we Freiraum). Na dziedzińcu MuseumsQuartier w okresie letnim wystawione są charakterystyczne podesty, na których można odpoczywać i wymieniać poglądy z innymi odwiedzającymi.

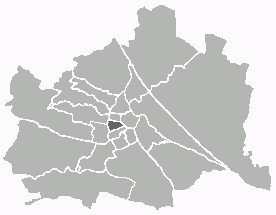
7. dzielnica Wiednia – Neubau, w której znajduje się MQ
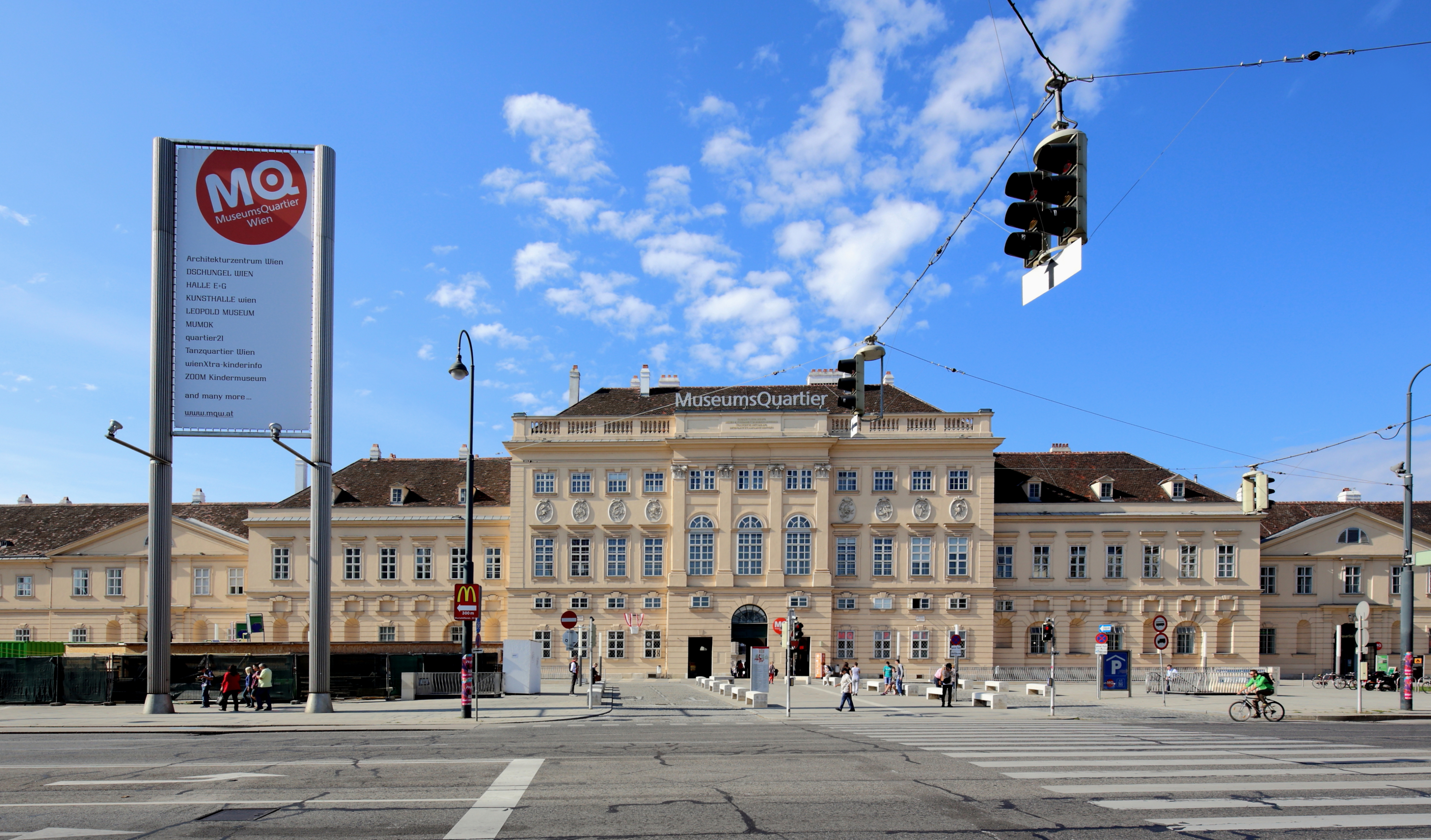
Wejście główne do MQ
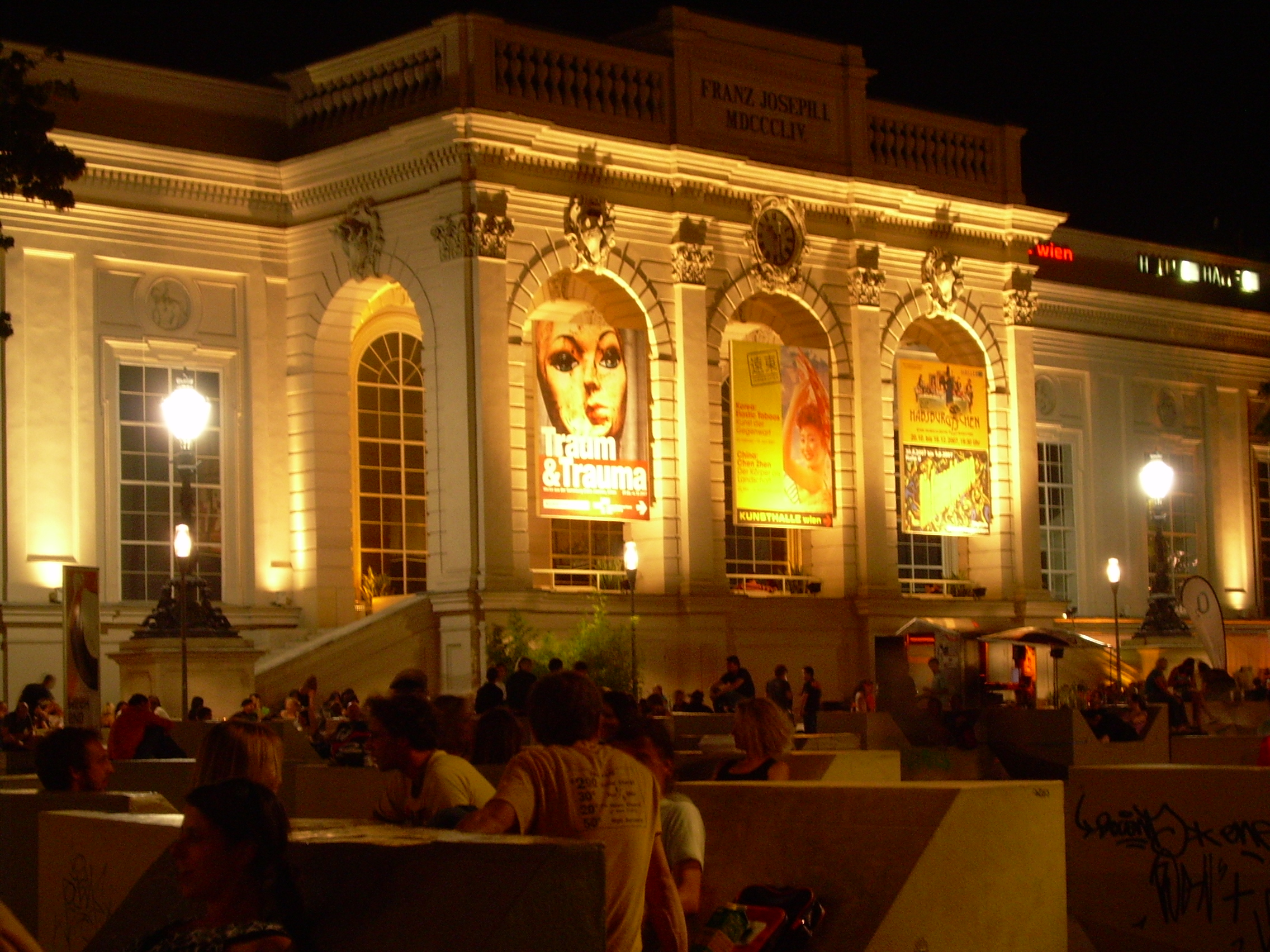
Nocne życie w MQ
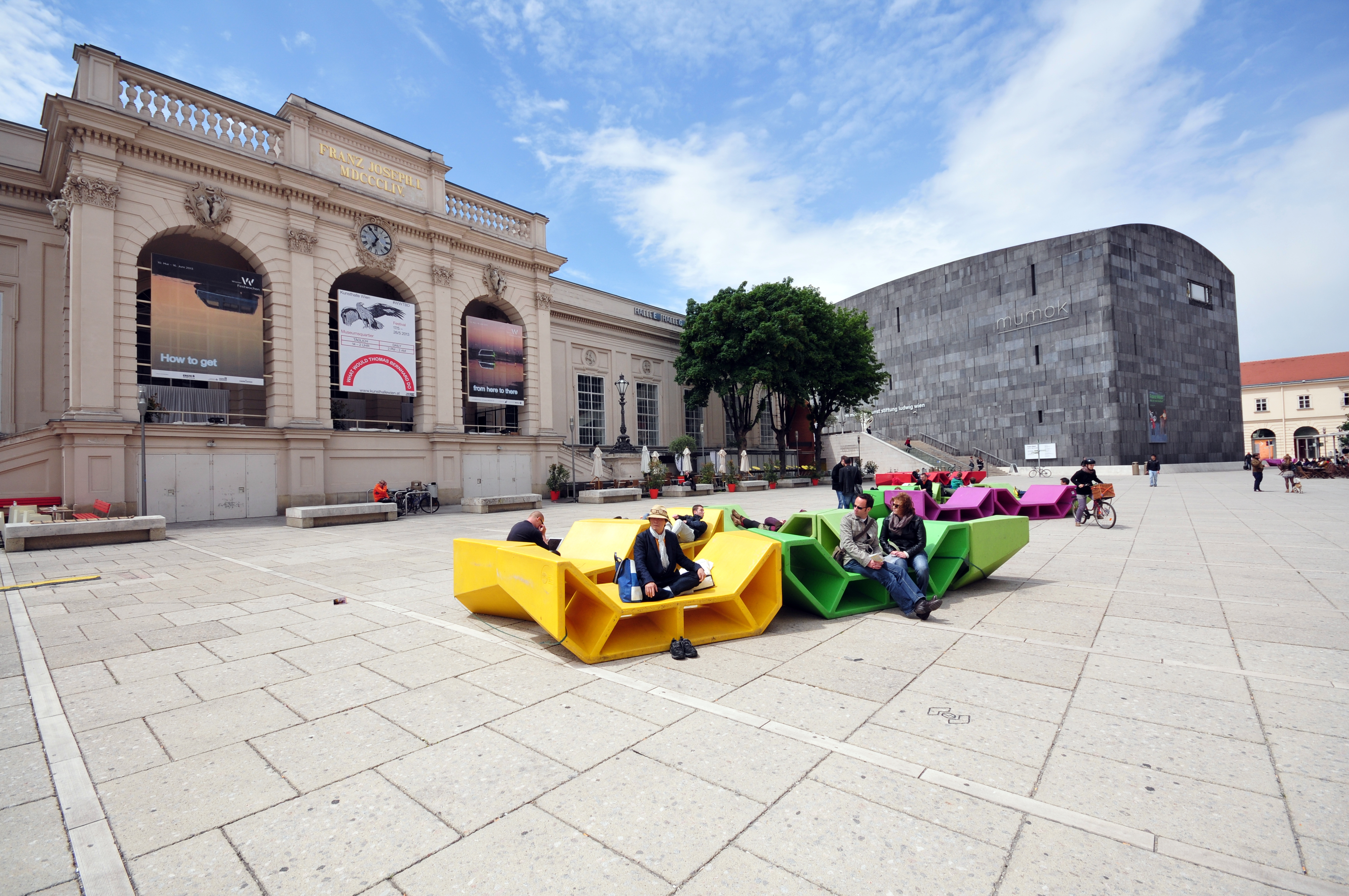
Charakterystyczne podesty na dziedzińcu MQ
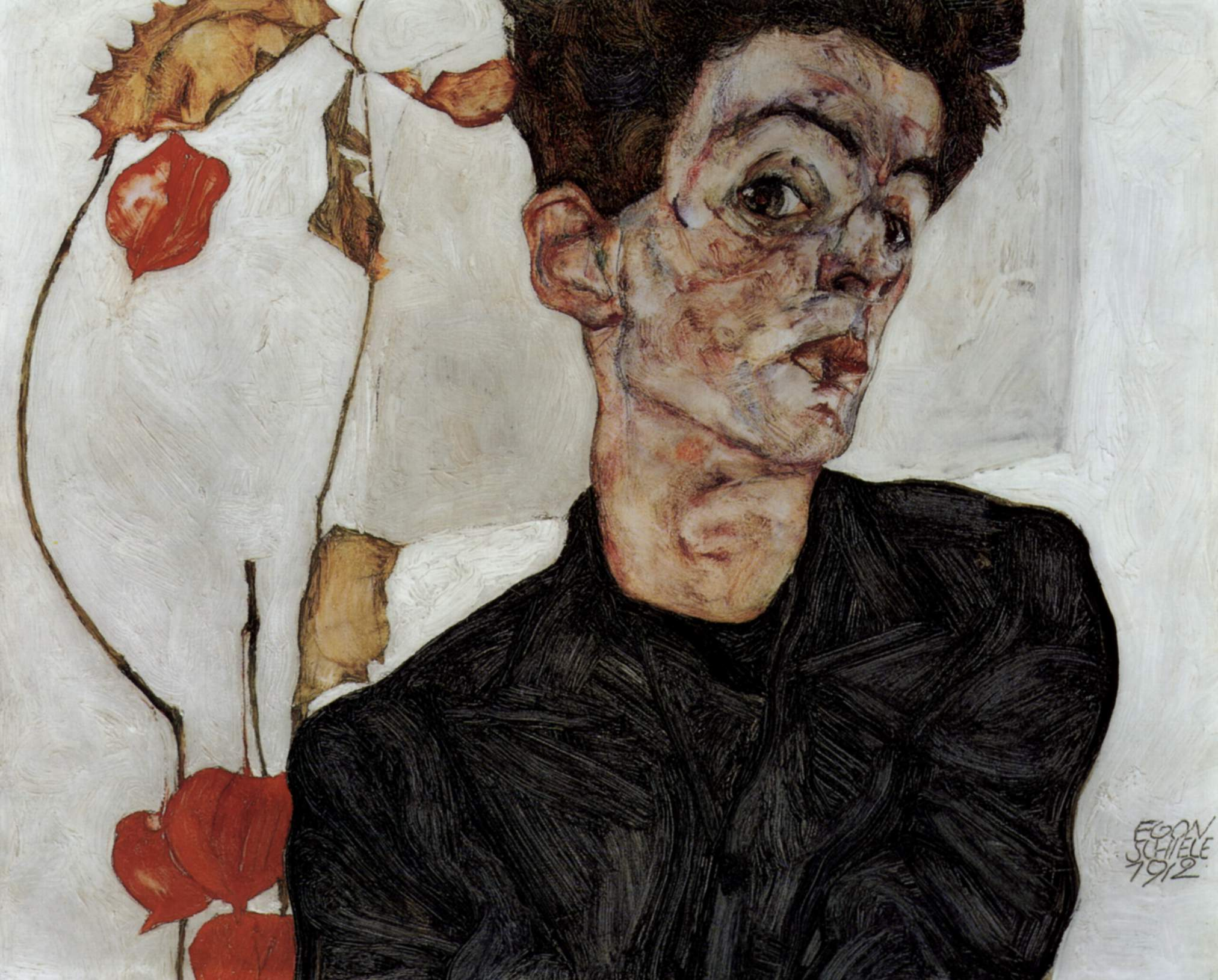
Autoportret Egona Schiele ze zbiorów Leopold Museum